# Hypothekenanleihe
Eine Hypothekenanleihe, auch Immobilienanleihe genannt, ist eine Anleihe, die durch Grundpfandrechte besichert ist. Dabei wird unterschieden, ob die eingetragenen Grundpfandrechte die Forderung des Gläubigers aus dem Wertpapier erstrangig oder nachrangig besichern.

## Abgrenzung zum Hypothekenpfandbrief, Historie
Es gibt deutliche Unterschiede zwischen einer Hypothekenanleihe und einem Hypothekenpfandbrief. Pfandbriefe sichern den Anleger im ersten Rang ab. Die Immobilie darf dabei nicht mehr als mit 60 Prozent des vorsichtig ermittelten Beleihungswertes, der meist deutlich unter dem Verkehrswert liegt, beliehen werden. Es gelten die strengen Rechtsvorschriften des Pfandbriefgesetzes (PfandBG). Pfandbriefe dürfen nur von Pfandbriefbanken emittiert werden, die der strengen gesetzlichen Aufsicht der Bundesanstalt für Finanzdienstleistungsaufsicht unterliegen. Das besondere Sicherungskonstrukt und die besonders strenge Überwachung der Einhaltung der Rechtsvorschriften zur Sicherung der Gläubiger haben dazu geführt, dass der Gesetzgeber mit Inkrafttreten des BGB im Jahr 1900 Pfandbriefe für mündelsicher erklärt hat.
Nachdem die Nachfrage am Markt nach sicherheitsorientierten Anlagen ab Anfang der 90er Jahre sprunghaft anstieg, wurde eine Weiterentwicklung des traditionellen Wertpapiergeschäfts im Bereich der Anleihe vorgenommen, um besicherte Anleihen zu forcieren. Die heutige Form der Hypothekenanleihe enthält grundpfandrechtliche Absicherungen, erreicht aber für den Gläubiger nicht das Sicherheitsniveau eines Hypothekenpfandbriefs.

## Formen
Prinzipiell kann jede Anleihenart zu einer Hypothekenanleihe ausgebaut werden. Hierzu gehören die Standardanleihe, die Nullkuponanleihe und die ewige Anleihe. Seltener finden sich die Annuitätenanleihe, die Tilgungsanleihe (im engeren Sinne auch Auslosungsanleihe genannt), Floater und Stufenzinsanleihe. Alle diese Formen können inhaltlich flexibel ausgestaltet werden, sodass sich zusätzlich relevante Qualitätsmerkmale und Sicherungsmechanismen (siehe zugehörige Punkte) zum Teil erheblich auf die Anleihekonstruktion sowie die Absicherung auswirken können.

## Erstrangige und nachrangige Besicherung
Hypothekenanleihen sind nach ihrer Besicherung in zwei Gruppen einteilbar: Anleihen mit erstrangiger Besicherung zu Gunsten der Anleihegläubiger und Anleihen mit nachrangiger Besicherung.
Eine erstrangige Anleihe ist ein festverzinsliches Wertpapier, das den Anleger mit erstrangigen Grundpfandrechten (Hypotheken) oder in Form einer Eigentümerbriefgrundschuld absichert. Dem Anleger wird dabei ein bevorzugtes Pfandrecht an den Immobilien eingeräumt. Kann der Schuldner (Emittent) seine Verpflichtungen gegenüber dem Anleger nicht einhalten, also die Zinsen nicht entrichten oder die Rückzahlung nicht durchführen, so hat der Anleger das Recht, sich über die Verwertung der Immobilie schadlos zu halten. Im Vergleich zu nachrangigen Hypothekenanleihen ist der Anleger bei der Verwertung des Pfandrechts – zum Beispiel dem Verkauf der Immobilie – den reinen Sicherheitsaspekt berücksichtigend – rechtlich besser gestellt. Bei nachrangigen Hypotheken kann der Anleger nur dann mit einem Verwertungserlös zur Absicherung rechnen, wenn die erstrangigen Gläubiger vollständig befriedigt worden sind und noch genügend Vermögensmasse vorhanden ist, die zum Ausgleich seiner Forderung herangezogen werden kann. Die Qualität der Absicherung ergibt sich aus der Güte der Immobilien und der Höhe der Beleihung der Immobilie.
Bei nachrangigen Anleihen, gilt es, hinsichtlich des Sicherheitsaspektes, genauer hinzusehen. Derartige Angebote sind Hypothekenanleihen an Unternehmen, deren Mittelverwendung zwar im Interesse der Anleger erfolgt, die die erworbenen Immobilien aber zu einem bestimmten Anteil auch fremd finanzieren. Das führt unter Umständen dazu, dass diese die Ansprüche der Anleihegläubiger sichernden Grundpfandrechte nicht oder nur nachrangig gegenüber den der Besicherung der Bankenkredite dienenden Grundpfandrechten sind. Insofern könnten solche Immobilienanleihen alleine durch ihre Benennung eine Sicherheit suggerieren, die tatsächlich nicht bzw. nicht in der gewünschten Ausprägung besteht. Im Markt werden somit zum Teil Anleihen als Immobilienanleihen bezeichnet, die die Kriterien, insbesondere der erstrangigen Absicherung, nicht erfüllen. Allen Anleihen gemein ist, dass sie sich von ihrer Philosophie her nicht von herkömmlichen Unternehmensanleihen unterscheiden. Anleihen dienen dazu, dass der Emissionär Kapital zur Verwirklichung seiner eigenen, häufig bereits durch seine Unternehmensziele schon vorgegebenen Zwecke bekommt. Der Emissionär handelt also nicht anleger-, sondern eigenunternehmensbezogen. Die Anleihen sind auf Seiten des Unternehmens Verbindlichkeiten gegenüber den Anleihegläubigern, welche für Ihre Investition dafür gemeinhin eine feste Verzinsen erhalten. Dies im Gegensatz zu Fondsanlegern oder Aktionären. Mischformen sind selbstverständlich denkbar. Bei einer Besicherung durch Grundpfandrechte ist die Sicherheit theoretisch für den Anleger bei beiden Arten der Anleihen zwar möglich, in der Praxis werden sich die Kredit gebenden Banken allerdings nicht darauf einlassen, dass die Immobilien des Unternehmens vorrangig der Besicherung der Ansprüche der Anleihegläubiger dienen. Eine Sicherheitsbewertung von Immobilienanleihen, deren Immobilien auch fremdfinanziert wurden, hängt von der Höhe der Fremdfinanzierung und der Werthaltigkeit der beliehenen Objekte ab. Der Anleger (hier Anleihegläubiger) ist in derselben Situation wie andere Fremdkapitalgeber, vergleichbar einem Kreditinstitut, das dem Unternehmer ein Festzinsdarlehen oder einen Kontokorrentkredit gegeben hat. Auch hier hilft der Kredit der Durchführung der Unternehmensidee, das Geld der Bank wird nicht gezielt im Interesse der Bank investiert. Welches Geschäft der Emissionär betreibt, ist aus der Sicht des Anlegers im Hinblick auf das Sicherheitsbedürfnis im Grunde gleichgültig.

## Sicherungsmechanismen / Qualitätsmerkmale
Hypothekenanleihen lassen sich zu Gunsten der Anleihegläubiger mit einzelnen oder mehreren Sicherungsmechanismen ausgestalten, die nachfolgend kurz behandelt werden sollen. Je mehr dieser Mechanismen und Merkmale, die ihrerseits in unterschiedlicher Gewichtung und Güte realisiert werden können, in der Anleihekonstruktion Verwendung finden, desto besser ist die Sicherungsqualität.
In Form einer erstrangigen Eintragung im Grundbuch, zum Beispiel Briefgrundschuld, werden bei Hypothekenanleihen die Anleihegläubiger mit dinglichen Sicherheiten ausgestattet. Die Höhe dieser dinglichen Sicherung kann variieren. Eine Sicherung im Grundbuch kann ganz oder teilweise erfolgen und muss nicht zwangsläufig dem Verkehrswert der Immobilie entsprechen.
Die Einschaltung eines Treuhänders, zumeist eines Rechtsanwalts, kann der Verwahrung der dinglichen Sicherheiten dienen. Dieser kann neben der Verwahrung der Sicherheiten auch mit der Durchsetzung der Sicherheitenverwertung verpflichtet werden, sofern beim Emittenten eine Schieflage eintritt. Im Rahmen z. B. eines Insolvenzverfahrens kommt er dann den komplizierten juristischen Anforderungen nach. Laufende Mieteinnahmen der als Sicherheit unterlegten Immobilie(n) können mit einer (Miet-)Zession zu Gunsten der Anleihegläubiger ausgestattet werden, was häufig ebenfalls über den Treuhänder erfolgt. Kommt demnach der Emittent seinen laufenden Zahlungsverpflichtungen nicht nach (Zinszahlung, Rückzahlung), so werden in Form der (Miet-)Zession die laufenden Einnahmen bereits zu Gunsten der Anleihegläubiger verwandt. In der Praxis ist dies schneller realisierbar als die Verwertung der grundbuchlichen Sicherheiten, da letztere ein kompliziertes Verfahren erfordert.
Investitionskriterien werden häufig definiert, wenn sich die Hypothekenanleihe nicht auf ein bekanntes und konkretes Investitionsobjekt bezieht, also als „Blind Pool“ ausgestaltet ist. Je konkreter die Kriterien gefasst sind, desto größer ist die Transparenz. Die Investitionskriterien legen beispielsweise fest, welche Art von Immobilien zu welchem Preis erworben werden dürfen und in welchem wirtschaftlichen Rahmen Immobilien erworben werden dürfen. Dies kann z. B. anhand einer prozentualen Quotenbenennung, anhand des Verkehrswerts der Immobilie oder anhand des Faktors der erzielten Jahresnettomiete erfolgen. Die prozentuale Differenz zwischen Erwerbspreis und Besicherungswert zu Gunsten der Anleihegläubiger ergibt die Besicherungsquote.
Weiteres Qualitätsmerkmal ist die Einschaltung einer sogenannten Mittelverwendungskontrolle. Sie dient der Sicherstellung der zweckgerechten Verwendung der vom Anleger auf ein Treuhandkonto geleisteten Einlagen durch einen Wirtschaftsprüfer oder einen anderen unabhängigen Dritten durchgeführtes Prüfverfahren zur Kontrolle, ob die Anlegergelder im Rahmen des satzungsrechtlich formulierten Unternehmensgegenstandes verwendet und z. B. verbindliche Investitionskriterien eingehalten worden sind.

## Expertenmeinungen
Fachmedien wie Financial Times Deutschland bemängeln, dass zahlreiche Hypothekenanleihen nur eine „Scheinsicherheit“ suggerieren, da nur eine Handvoll Produkte überhaupt erstrangige Grundschuldsicherheiten bieten, bzw. über die notwendigen Sicherungsmechanismen und Qualitätsmerkmale verfügen. Gerade einmal zwei Anbieter am deutschen Markt bieten diese an. Die Frankfurter Allgemeine Zeitung beschreibt sinnvoll und gut konstruierte Hypothekenanleihen, als sinnvolle Beimischung. Allerdings sei sorgfältig auf die Gestaltung der Produkte zu achten. Mit dem Thema Sicherheit bei Immobilienanleihen befasst sich auch das Fachmagazin „Der Immobilienbrief“ und nimmt in einer Untersuchung das Thema Ratings bei Immobilienanleihen und Sicherungsmechanismen unter die Lupe.
Der Rechtswissenschaftler Karl-Georg Loritz, der als führender wissenschaftlicher Experte für die Konzeption und Bewertung von Immobilienkapitalanlagen gilt, hat in einer wissenschaftlichen Studie eine fundierte Gegenüberstellung zu anderen Formen der Immobilieninvestition vorgenommen und sämtliche Immobilienanleihen des Marktes analysiert. Bei der Mehrheit der angebotenen Anlagen stellt er gravierende konzeptionelle Mängel fest und kommt ebenso zu dem Ergebnis, dass lediglich zwei Anlagen die geforderten Sicherungsmechanismen und Qualitätsmerkmale erfüllen.